# بارانیاهیدوگ
بارانیاهیدوگ (به مجاری: Baranyahídvég) یک منطقهٔ مسکونی در مجارستان است که در ناحیه شیه واقع شده‌است. بارانیاهیدوگ ۸٫۴۹ کیلومتر مربع مساحت و ۱۷۸ نفر جمعیت دارد.